# Sclerochiton
Sclerochiton là một chi thực vật thuộc họ Acanthaceae. Chi này có các loài sau (tuy nhiên danh sách này có thể chưa đủ):
- Sclerochiton preussii, (Lindau) C.B.Clarke